# Condado de Garland
El condado de Garland es un condado del estado de Arkansas, Estados Unidos. Tiene una población estimada, a mediados de 2022, de 100 089 habitantes.
La sede del condado es Hot Springs.

## Geografía
Según la Oficina del Censo, el condado tiene una superficie total de 1902 km², de los cuales 1755 km² corresponden a tierra firme y 147 km² están cubiertos de agua.

### Condados adyacentes
- Condado de Perry (norte)
- Condado de Saline (este)
- Condado de Hot Spring (sur)
- Condado de Montgomery (oeste)
- Condado de Yell (noroeste)

## Demografía
Según el censo de 2020, en ese momento el condado tenía una población de 100 180 habitantes. La densidad de población era de 57 hab./km².
| Raza                   | Núm.   | Porc.  |
| ---------------------- | ------ | ------ |
| Blancos                | 78 837 | 78.70% |
| Afroamericanos         | 8128   | 8.11%  |
| Amerindios             | 802    | 0.80%  |
| Asiáticos              | 972    | 0.97%  |
| Isleños del Pacífico   | 71     | 0.07%  |
| De otras razas         | 3371   | 3.36%  |
| De una mezcla de razas | 7999   | 7.98%  |

Del total de la población, el 7.03% eran hispanos o latinos de cualquier raza.

## Comunidades

### Ciudades
- Hot Springs
- Mountain Pine

### Pueblos
- Fountain Lake
- Lonsdale

### Lugares designados por el censo
- Crystal Springs

- Hot Springs Village
- Lake Hamilton
- Pearcy
- Piney
- Rockwell

### Otras comunidades
- Royal

## Principales carreteras
- U.S. Highway 70
- U.S. Highway 270
- Carretera 5
- Carretera 7
- Carretera 88